# 니시다 나오미
니시다 나오미(일본어: 西田 尚美, 1970년 2월 16일 ~ )는 일본의 배우이다. 히로시마현 후쿠야마시 출신이며, 소속사는 2007년부터 돈규 클럽이다.
모델로 활동을 시작했으며, 1993년 드라마 《우리들의 올레!》 출연을 계기로 배우로 활동하게 된다. 2007년에는 신발 디자이너와 결혼했다. 2008년 여아를 출산하고, 2009년부터 다시 배우 활동을 시작했다.

## 출연

### 드라마
NHK
- 2007년 《풍림화산》 - 모모 역

NTV
- 2005년, 2007년 《루리의 섬, SP》
- 2006년 《여왕의 교실 SP》
- 2006년 《CA라고 불러》
- 2009년 《기네》
- 2010년 《Q10》
- 2012년 《더티 마마》

TBS
- 1993년 《우리들의 올레!》
- 1999년 《마녀의 조건》
- 2003년 《굿 럭!》
- 2003년 《스탠드업!》
- 2004년 《부부》
- 2005년 《사랑의 시간》
- 2006년 《백야행》
- 2007년 《야마다 타로 이야기》
- 2011년 《붉은 손가락》

후지 TV
- 1998년 《세상에서 아빠가 제일 좋아》
- 1999년 《오버타임》
- 2000년 《러브 컴플렉스》
- 2002년 《웨딩 플래너》
- 2002년 《홈 앤 어웨이》
- 2003년 《워터보이즈》
- 2003년 ~ 2004년 《하얀 거탑》
- 2006년 《키친 워즈》
- 2009년 《코드 블루 신춘 SP》
- 2009년 《임협 헬퍼》
- 2011년 《악녀들의 메스》

TV 아사히
- 2007년 《호텔리어》
- 2007년 《돌아온 시효경찰》

TV 도쿄
- 2011년 《IS: 남자도 여자도 아닌 성》

### 영화
- 1996년 《학교 괴담 2》
- 1997년 《비밀의 화원》
- 1997년 《학교 괴담 3》
- 2003년 《러버스 키스》
- 2003년 《하드 럭 히어로》
- 2004년 《스윙걸즈》
- 2005년 《전차남》
- 2005년 《8월의 크리스마스》
- 2006년 《허니와 클로버》
- 2007년 《리틀 디제이: 작은 사랑 이야기》
- 2009년 《남극의 쉐프》
- 2011년 《내일의 죠》
- 2011년 《만약 고교야구의 여자 매니저가 드러커의 《매니지먼트》를 읽는다면》
- 2013년 《양지의 그녀》 - 코스케의 엄마 역
- 2013년 《에노시마 프리즘》
- 2013년 《한 여름의 방정식》 - 미야케 노부코 역
- 2019년 《신문기자》 - 칸자키 노부코 역
- 2022년 《신체 찾기》